# Archives départementales de la Nièvre
Les archives départementales de la Nièvre sont un service du conseil départemental de la Nièvre, chargé de collecter les archives, de les classer, les conserver et les mettre à la disposition du public.

## Situation et accès
Le bâtiment des Archives se trouve 1, rue Charles-Roy à Nevers.

## Historique

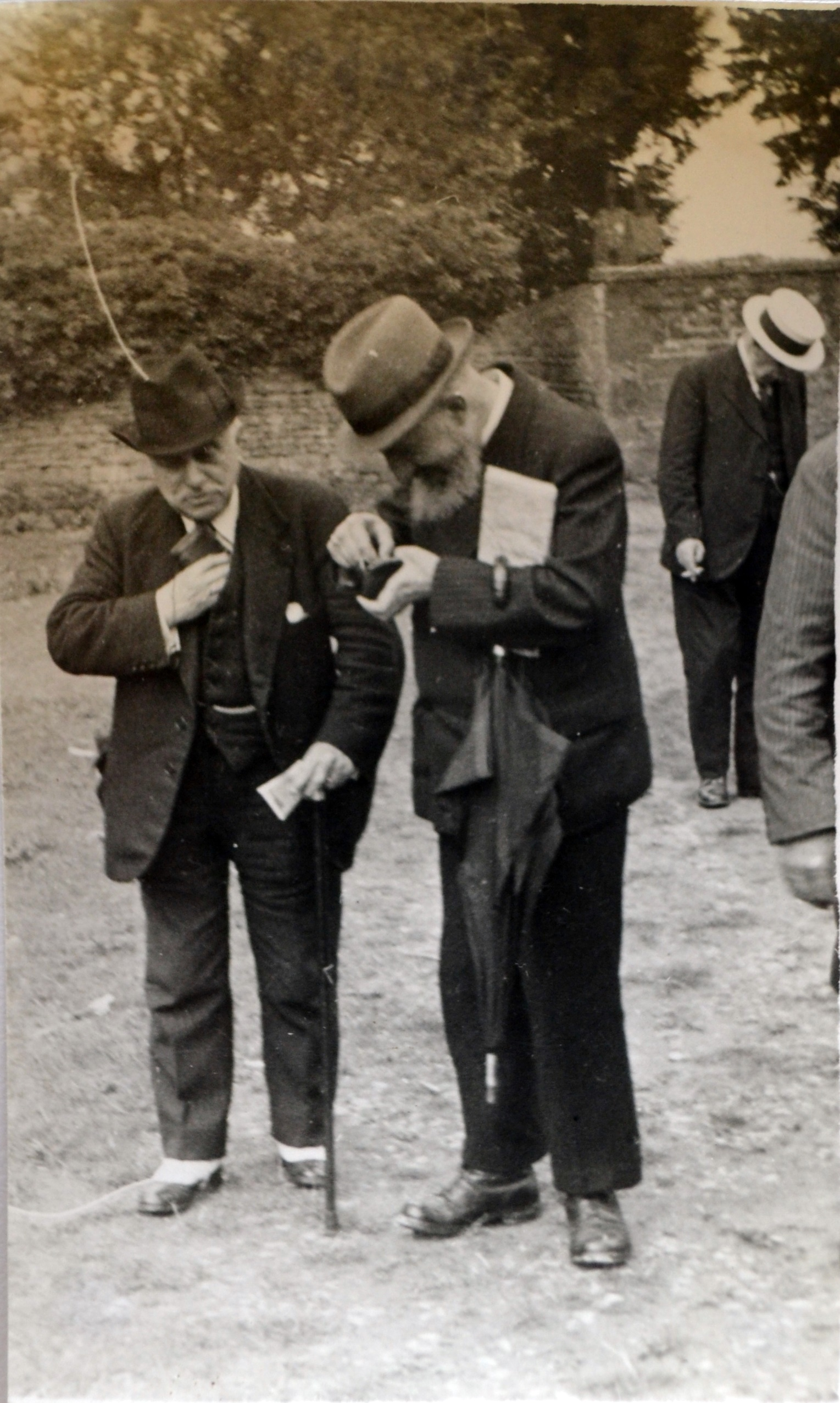
Les archivistes Léon Mirot (à gauche) et André Biver (au centre) à une date inconnue.

Les Archives départementales sont instituées par la loi du 5 brumaire an V (26 octobre 1796).
Au milieu du XIXe siècle, les Archives départementales de la Nièvre sont installées dans un petit bâtiment proche de la préfecture et fonctionnent avec un personnel réduit.
De 1882 à 1911, les Archives ont pour directeur Henri de Flamare (1851-1911), qui amasse une quantité considérable de notes sur les familles bourguignonnes et nivernaises. Son Fichier des familles est encore utilisé aujourd’hui par les généalogistes et les chercheurs.
En 1926-1931, les Archives déménagent dans un bâtiment plus moderne.
En 2012, un nouveau bâtiment aux façades de verre est réalisé par l’architecte Patrick Mauger, le maître d’ouvrage étant le Conseil général de la Nièvre. 

Salle de lecture
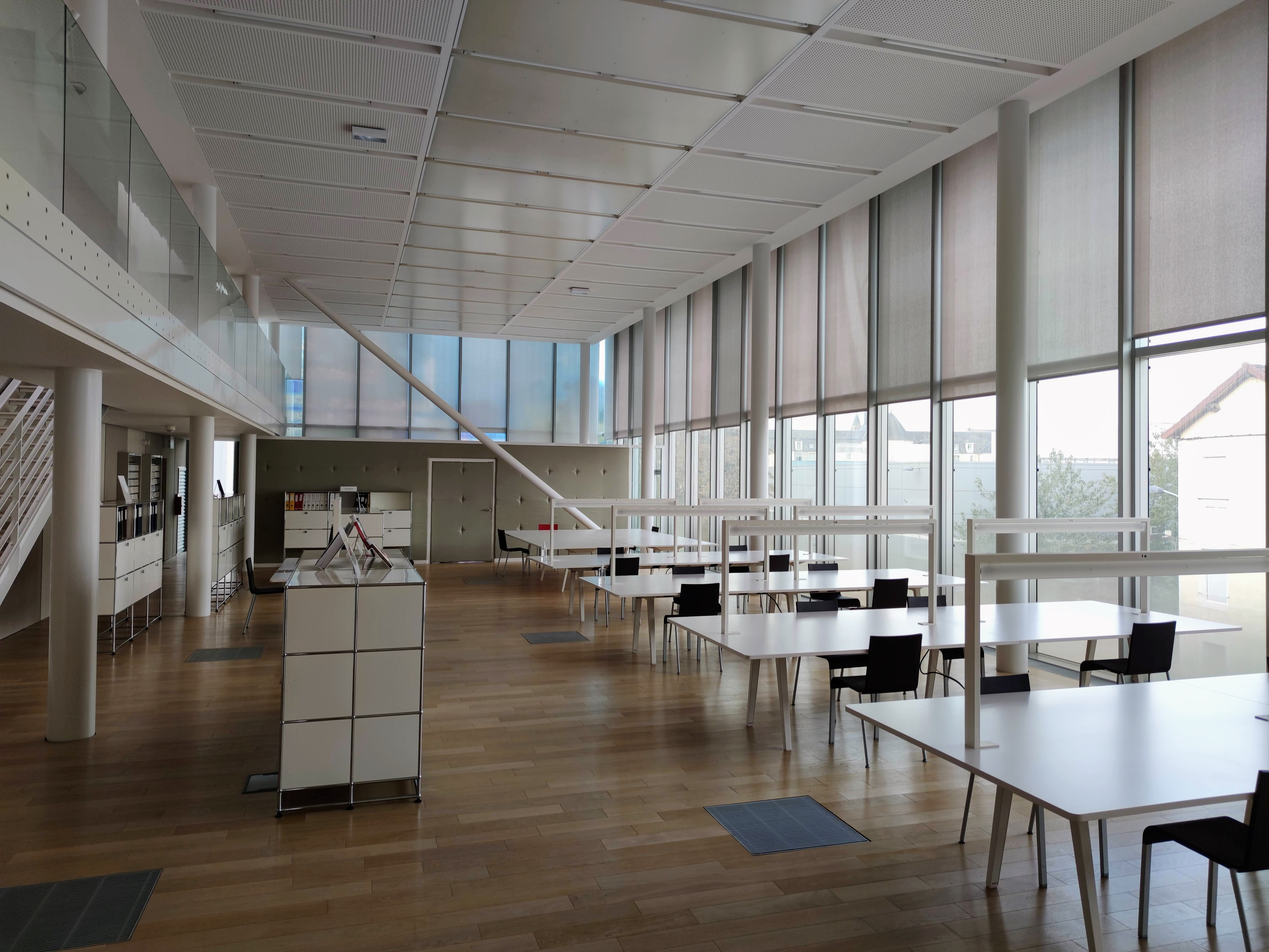
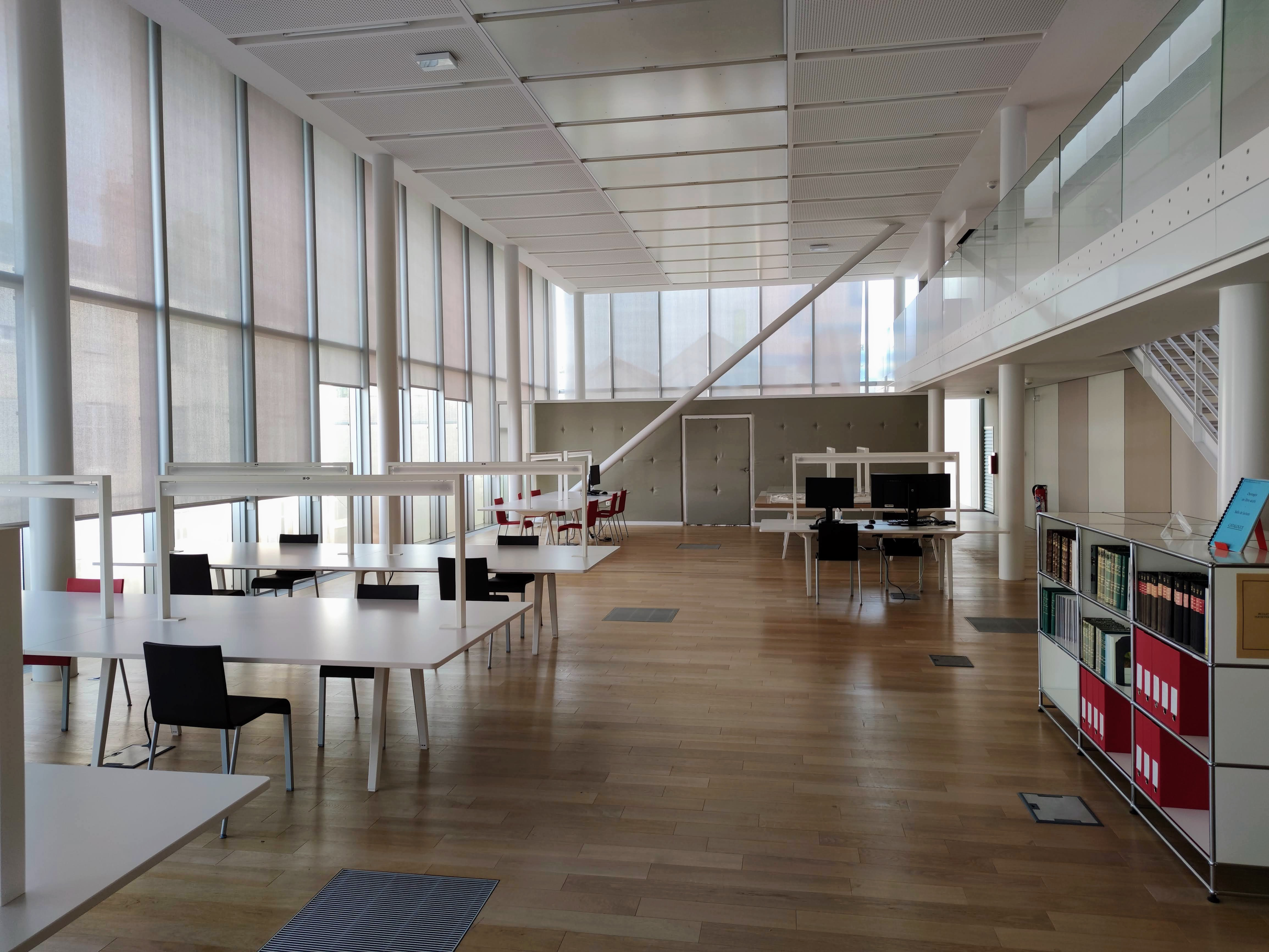

## Archivistes
| Période             | Identité                                            |  |
| ------------------- | --------------------------------------------------- |  |
| 1819-1830           | Auguste Dechamps, Bertrand et Claude-François Paris |  |
| 1830-1842           | Étienne Terriot                                     |  |
| 1842-1849           | Gabriel Eysenbach                                   |  |
| 1849-1850           | Laurent Rerolle                                     |  |
| mars 1850-août 1850 | Bernard Bernhard                                    |  |
| 1850-1854           | Étienne Héron de Villefosse                         |  |
| 1854-1855           | Pierre-Florimond Gautheron                          |  |
| 1855-1871           | Félix Leblanc-Bellevaux                             |  |
| 1871-1881           | Étienne Héron de Villefosse                         |  |
| 1882-1911           | Henri de Flamare                                    |  |
| 1911-1929           | Paul Destray                                        |  |
| 1929-1949           | André Biver                                         |  |
| 1949-1969           | Bernard de Gaulejac                                 |  |
| 1969-1986           | Madeleine Chabrolin                                 |  |
| 1986-2009           | Anne-Marie Chagny                                   |  |
| 2009-2014           | Thomas Roche                                        |  |
| 2014-2022           | Jean-Marie Linsolas                                 |  |
| Depuis 2022         | Erwan Ramondenc                                     |  |

## Sources
- Archives départementales de la Nièvre, Véronique David sous la direction d’Anne-Marie Chagny, 3 T.
- Archives départementales de la Nièvre, Sous-série 191 W.

## Pour approfondir